# Modèle (technologie)
Pour les articles homonymes, voir Modèle (homonymie).
Le modèle, aussi appelé plaque modèle, en technique est la représentation d'un objet à fabriquer.

## But
Sert à l'élaboration de :
- moules dans le domaine de la métallurgie, comme la fonderie,
- matrices pour le forgeage et l'estampage,

## Fabrication
- Directement à partir de la pièce à fabriquer: c'est souvent le cas dans la fonderie d'art, ou la restauration d'objet d'art; l'empreinte est prise par la technique du moulage en plâtre ou moulage souple (latex, silicone, pâte à modeler, etc.).

- fabrication d'un modèle à partir d'un dessin: le modèle est réalisé par le modeleur en matière solide qui peut être du bois ou de la résine. Le modèle est ensuite fixé sur une plaque qui permet son montage sur une machine à reproduire le moule ou la matrice et le poinçon.

- Pour l'élaboration du modèle à partir de la pièce finale, le modeleur doit tenir compte du retrait plastique du métal qui, en refroidissant, diminuera les dimensions de la pièce.